# Liptena tricolora
Liptena tricolora är en fjärilsart som beskrevs av Bethune-Baker 1915. Liptena tricolora ingår i släktet Liptena och familjen juvelvingar. Inga underarter finns listade i Catalogue of Life.